# Лауреати Державної премії України в галузі науки і техніки (1972)
Державна премія України в галузі науки і техніки — лауреати 1972 року.
На підставі подання Комітету з Державних премій України в галузі науки і техніки Центральний Комітет Компартії України і Рада Міністрів Української РСР видали Постанову № 578 від 18 грудня 1972 р. «Про присудження Державних премій України в галузі науки і техніки 1972 року»

## Лауреати Державної премії України в галузі науки і техніки 1972 року
| Премійована робота | Лауреати                           | Коротко про лауреата |
| --- | ---------------------------------- | --- |
| Науково-технологічна розробка, впровадження виробництва дисперсних кремнеземів з хімічно модифікованою поверхнею та їх застосування як загусників мастильних матеріалів                                 | Уманська Ольга Іванівна            | старший науковий співробітник Львівського філіалу Всесоюзного науково-дослідного і проектно-конструкторського інституту нафтопереробної та нафтохімічної промисловості                                                                               |
| Науково-технологічна розробка, впровадження виробництва дисперсних кремнеземів з хімічно модифікованою поверхнею та їх застосування як загусників мастильних матеріалів                                 | Іщук Юрій Лукич                    | кандидат технічних наук, заступник директора Всесоюзного науково-дослідного і проектно-конструкторського інституту нафтопереробної та нафтохімічної промисловості                                                                                    |
| Науково-технологічна розробка, впровадження виробництва дисперсних кремнеземів з хімічно модифікованою поверхнею та їх застосування як загусників мастильних матеріалів                                 | Хабер Микола Васильович            | кандидат хімічних наук, головний інженер Калуського хіміко-металургійного комбінату |
| Науково-технологічна розробка, впровадження виробництва дисперсних кремнеземів з хімічно модифікованою поверхнею та їх застосування як загусників мастильних матеріалів                                 | Тьортих Валентин Анатолійович      | кандидат хімічних наук, старший науковий співробітник Інституту фізичної хімії імені Л. В. Писаржевського Академії наук УРСР |
| Науково-технологічна розробка, впровадження виробництва дисперсних кремнеземів з хімічно модифікованою поверхнею та їх застосування як загусників мастильних матеріалів                                 | Неймарк Ізраїль Овсійович          | доктор хімічних наук, професор, завідувач відділу Інституту фізичної хімії імені Л. В. Писаржевського Академії наук УРСР |
| Науково-технологічна розробка, впровадження виробництва дисперсних кремнеземів з хімічно модифікованою поверхнею та їх застосування як загусників мастильних матеріалів                                 | Чуйко Олексій Олексійович          | доктор хімічних наук, старший науковий співробітник Інституту фізичної хімії імені Л. В. Писаржевського Академії наук УРСР, керівник роботи |
| Розробка і впровадження автоматизованої системи керування гальванічними лініями на підприємстві з багатономенклатурним характером виробництва                                                           | Стиранка Ганна Іванівна            | провідний інженер Інституту кібернетики Академії наук УРСР |
| Розробка і впровадження автоматизованої системи керування гальванічними лініями на підприємстві з багатономенклатурним характером виробництва                                                           | Сергієнко Іван Васильович          | доктор фізико-математичних наук, завідувач відділу Інституту кібернетики Академії наук УРСР |
| Розробка і впровадження автоматизованої системи керування гальванічними лініями на підприємстві з багатономенклатурним характером виробництва                                                           | Шевченко Павло Іванович            | бригадир електромонтажників заводу «Арсенал» імені В. І. Леніна |
| Розробка і впровадження автоматизованої системи керування гальванічними лініями на підприємстві з багатономенклатурним характером виробництва                                                           | Нікітін Андрій Іванович            | кандидат технічних наук, завідувач відділу Інституту кібернетики Академії наук УРСР |
| Розробка і впровадження автоматизованої системи керування гальванічними лініями на підприємстві з багатономенклатурним характером виробництва                                                           | Кондрашов Олександр Степанович     | провідний інженер заводу «Арсенал» імені В. І. Леніна |
| Розробка і впровадження автоматизованої системи керування гальванічними лініями на підприємстві з багатономенклатурним характером виробництва                                                           | Головко Костянтин Васильович       | провідний інженер заводу «Арсенал» імені В. І. Леніна |
| Розробка і впровадження автоматизованої системи керування гальванічними лініями на підприємстві з багатономенклатурним характером виробництва                                                           | Івахненко Люся Іванівна            | провідний інженер заводу «Арсенал» імені В. І. Леніна |
| Розробка і впровадження автоматизованої системи керування гальванічними лініями на підприємстві з багатономенклатурним характером виробництва                                                           | Струтинський Анатолій Миколайович  | кандидат технічних наук, начальник відділу заводу «Арсенал» імені В. І. Леніна |
| Розробка і впровадження автоматизованої системи керування гальванічними лініями на підприємстві з багатономенклатурним характером виробництва                                                           | Конихов Олександр Олександрович    | заступник начальника цеху заводу «Арсенал» імені В. І. Леніна |
| Розробка і впровадження автоматизованої системи керування гальванічними лініями на підприємстві з багатономенклатурним характером виробництва                                                           | Кононенко Валентин Парфенійович    | начальник конструкторського бюро заводу «Арсенал» імені В. І. Леніна |
| Розробка і впровадження прогресивної технології добування марганцевої руди відкритим способом та гірничотехнічної рекультивації відроблених земельних масивів у Нікопольському басейні (1958—1970 роки) | Пригодо Василь Прокопович          | головний інженер проекту Державного союзного інституту по проектуванню підприємств залізорудної, марганцевої, флюсової промисловості, промисловості вогнетривкої сировини та плавикового шпату «Південдіпроруда» Міністерства чорної металургії СРСР |
| Розробка і впровадження прогресивної технології добування марганцевої руди відкритим способом та гірничотехнічної рекультивації відроблених земельних масивів у Нікопольському басейні (1958—1970 роки) | Новожилов Михайло Галактіонович    | доктор технічних наук, професор, завідувач кафедри Дніпропетровського гірничого інституту імені Артема |
| Розробка і впровадження прогресивної технології добування марганцевої руди відкритим способом та гірничотехнічної рекультивації відроблених земельних масивів у Нікопольському басейні (1958—1970 роки) | Тартаковський Борис Нусімович      | доктор технічних наук, професор, завідувач відділу Інституту геотехнічної механіки Академії наук УРСР |
| Розробка і впровадження прогресивної технології добування марганцевої руди відкритим способом та гірничотехнічної рекультивації відроблених земельних масивів у Нікопольському басейні (1958—1970 роки) | Крушинський Юрій Дмитрович         | секретар Орджонікідзевського міськкому КП України |
| Розробка і впровадження прогресивної технології добування марганцевої руди відкритим способом та гірничотехнічної рекультивації відроблених земельних масивів у Нікопольському басейні (1958—1970 роки) | Проценко Іван Григорович           | машиніст роторного екскаватора Орджонікідзевського гірничозбагачувального комбінату |
| Розробка і впровадження прогресивної технології добування марганцевої руди відкритим способом та гірничотехнічної рекультивації відроблених земельних масивів у Нікопольському басейні (1958—1970 роки) | Маляренко Андрій Іванович          | машиніст крокуючого екскаватора Орджонікідзевського гірничозбагачувального комбінату |
| Розробка і впровадження прогресивної технології добування марганцевої руди відкритим способом та гірничотехнічної рекультивації відроблених земельних масивів у Нікопольському басейні (1958—1970 роки) | Циганок Михайло Іванович           | начальник кар'єру Орджонікідзевського гірничозбагачувального комбінату |
| Розробка і впровадження прогресивної технології добування марганцевої руди відкритим способом та гірничотехнічної рекультивації відроблених земельних масивів у Нікопольському басейні (1958—1970 роки) | Відяєв Михайло Хомич               | начальник відділу Орджонікідзевського гірничозбагачувального комбінату |
| Розробка і впровадження прогресивної технології добування марганцевої руди відкритим способом та гірничотехнічної рекультивації відроблених земельних масивів у Нікопольському басейні (1958—1970 роки) | Лєсніков Сергій Васильович         | головний інженер Орджонікідзевського гірничозбагачувального комбінату |
| Розробка і впровадження прогресивної технології добування марганцевої руди відкритим способом та гірничотехнічної рекультивації відроблених земельних масивів у Нікопольському басейні (1958—1970 роки) | Середа Григорій Лукич              | кандидат технічних наук, директор Орджонікідзевського гірничозбагачувального комбінату, керівник роботи |
| Розробка і широке впровадження в народне господарство напівспокійних сталей замість спокійних | Воронов Юрій Феодосійович          | головний сталеплавильник Криворізького металургійного заводу імені В. І. Леніна |
| Розробка і широке впровадження в народне господарство напівспокійних сталей замість спокійних | Воропаєв Олександр Петрович        | головний інженер Комунарського металургійного заводу |
| Розробка і широке впровадження в народне господарство напівспокійних сталей замість спокійних | Мазов Василь Федорович             | директор Дніпропетровського металургійного заводу імені Петровського |
| Розробка і широке впровадження в народне господарство напівспокійних сталей замість спокійних | Лепорський Володимир Володимирович | кандидат технічних наук, директор Ждановського металургійного заводу «Азовсталь» |
| Розробка і широке впровадження в народне господарство напівспокійних сталей замість спокійних | Жемчужніков Георгій Володимирович  | кандидат технічних наук, старший науковий співробітник Інституту електрозварювання імені Є. О. Патона Академії наук УРСР |
| Розробка і широке впровадження в народне господарство напівспокійних сталей замість спокійних | Асніс Аркадій Юхимович             | доктор технічних наук, завідувач відділу |
| Розробка і широке впровадження в народне господарство напівспокійних сталей замість спокійних | Труфяков Володимир Іванович        | доктор технічних наук, завідувач відділу |
| Розробка і широке впровадження в народне господарство напівспокійних сталей замість спокійних | Стороженко Анатолій Сергійович     | старший інженер Інституту чорної металургії Міністерства чорної металургії СРСР |
| Розробка і широке впровадження в народне господарство напівспокійних сталей замість спокійних | Вихлевщук Валерій Антонович        | кандидат технічних наук, завідувач лабораторії Інституту чорної металургії Міністерства чорної металургії СРСР |
| Розробка і широке впровадження в народне господарство напівспокійних сталей замість спокійних | Шнеєров Яків Аронович              | доктор технічних наук, завідувач відділу Інституту чорної металургії Міністерства чорної металургії СРСР, керівник роботи |
| Розробка та впровадження методики геологічного картування, розшуків і вивчення глибинної будови родовищ Української залізорудної провінції геофізичними методами                                        | Кужелов Гаврило Курманович         | інженер геофізик (посмертно) |
| Розробка та впровадження методики геологічного картування, розшуків і вивчення глибинної будови родовищ Української залізорудної провінції геофізичними методами                                        | Климова Оксана Василівна           | керівник тематичних геофізичних робіт Київської геологічної експедиції тресту «Київгеологія» |
| Розробка та впровадження методики геологічного картування, розшуків і вивчення глибинної будови родовищ Української залізорудної провінції геофізичними методами                                        | Бакланов Микола Іванович           | кандидат геолого-мінералогічних наук, головний інженер Дніпропетровської спеціалізованої гравіметричної експедиції тресту «Дніпрогеофізика» |
| Розробка та впровадження методики геологічного картування, розшуків і вивчення глибинної будови родовищ Української залізорудної провінції геофізичними методами                                        | Юньков Яким Арсентійович           | доктор геолого-мінералогічних наук, професор Дніпропетровського гірничого інституту імені Артема |
| Розробка та впровадження методики геологічного картування, розшуків і вивчення глибинної будови родовищ Української залізорудної провінції геофізичними методами                                        | Тяпкін Костянтин Федорович         | доктор геолого-мінералогічних наук, професор Дніпропетровського гірничого інституту імені Артема |
| Розробка та впровадження методики геологічного картування, розшуків і вивчення глибинної будови родовищ Української залізорудної провінції геофізичними методами                                        | Крутиховська Зінаїда Олександрівна | доктор геолого-мінералогічних наук, завідувач відділу Інституту геофізики Академії наук УРСР |
| Розробка та впровадження методики геологічного картування, розшуків і вивчення глибинної будови родовищ Української залізорудної провінції геофізичними методами                                        | Субботін Серафим Іванович          | академік АН УРСР, директор Інституту геофізики Академії наук УРСР |
| Розробка та впровадження у практику закладів охорони здоров'я радіоізотопної і лазерної апаратури, а також комплексу методик для біологічних досліджень, діагностичного та лікувального застосування    | Сиваченко Тамара Порфиріївна       | доктор медичних наук, професор, завідувач кафедри Київського інституту вдосконалення лікарів |
| Розробка та впровадження у практику закладів охорони здоров'я радіоізотопної і лазерної апаратури, а також комплексу методик для біологічних досліджень, діагностичного та лікувального застосування    | Ратманський Онисим Юлійович        | начальник відділу того ж заводу |
| Розробка та впровадження у практику закладів охорони здоров'я радіоізотопної і лазерної апаратури, а також комплексу методик для біологічних досліджень, діагностичного та лікувального застосування    | Лисенко Борис Миколайович          | начальник лабораторії заводу «Радіоприлад» |
| Розробка та впровадження у практику закладів охорони здоров'я радіоізотопної і лазерної апаратури, а також комплексу методик для біологічних досліджень, діагностичного та лікувального застосування    | Кудрявцев Іван Васильович          | кандидат технічних наук, старший науковий співробітник заводу «Радіоприлад» |
| Розробка та впровадження у практику закладів охорони здоров'я радіоізотопної і лазерної апаратури, а також комплексу методик для біологічних досліджень, діагностичного та лікувального застосування    | Калина Всеволод Костянтинович      | кандидат медичних наук, доцент Київського інституту вдосконалення лікарів |
| Розробка та впровадження у практику закладів охорони здоров'я радіоізотопної і лазерної апаратури, а також комплексу методик для біологічних досліджень, діагностичного та лікувального застосування    | Кавецький Ростислав Євгенович      | академік АН УРСР, директор Інституту проблем онкології Академії наук УРСР |
| Розробка та впровадження у практику закладів охорони здоров'я радіоізотопної і лазерної апаратури, а також комплексу методик для біологічних досліджень, діагностичного та лікувального застосування    | Ісаков Віктор Леонідович           | кандидат технічних наук, старший науковий співробітник заводу «Радіоприлад» |
| Розробка та впровадження у практику закладів охорони здоров'я радіоізотопної і лазерної апаратури, а також комплексу методик для біологічних досліджень, діагностичного та лікувального застосування    | Іщенко Віталій Петрович            | кандидат медичних наук, працівник Київського інституту вдосконалення лікарів |
| Розробка та впровадження у практику закладів охорони здоров'я радіоізотопної і лазерної апаратури, а також комплексу методик для біологічних досліджень, діагностичного та лікувального застосування    | Згурський Валентин Арсентійович    | кандидат технічних наук, директор заводу «Радіоприлад» |
| Розробка та впровадження у практику закладів охорони здоров'я радіоізотопної і лазерної апаратури, а також комплексу методик для біологічних досліджень, діагностичного та лікувального застосування    | Гамалія Микола Федорович           | кандидат біологічних наук, завідувач відділу Інституту проблем онкології Академії наук УРСР |
| Створення горизонтальних капсульних гідроагрегатів Київської ГЕС | Носков Борис Вікторович            | старший майстер Харківського турбінного заводу імені С. М. Кірова |
| Створення горизонтальних капсульних гідроагрегатів Київської ГЕС | Барбін Іван Якович                 | токар-розточувальник Харківського турбінного заводу імені С. М. Кірова |
| Створення горизонтальних капсульних гідроагрегатів Київської ГЕС | Угольников Віктор Васильович       | заступник головного інженера Харківського турбінного заводу імені С. М. Кірова |
| Створення горизонтальних капсульних гідроагрегатів Київської ГЕС | Меловцов Олексій Олексійович       | кандидат технічних наук, заступник головного конструктора гідротурбін Харківського турбінного заводу імені С. М. Кірова |
| Створення горизонтальних капсульних гідроагрегатів Київської ГЕС | Робук Микола Миколайович           | кандидат технічних наук, головний конструктор гідротурбін Харківського турбінного заводу імені С. М. Кірова |
| Створення горизонтальних капсульних гідроагрегатів Київської ГЕС | Рябінін В'ячеслав Євстафійович     | кандидат технічних наук, доцент, завідувач лабораторії Всесоюзного науково-дослідного, конструкторського і технологічного інституту гідромашинобудування                                                                                             |
| Створення горизонтальних капсульних гідроагрегатів Київської ГЕС | Поташник Семен Ізраїльович         | начальник цеху каскаду Київської ГЕС і ГАЕС |
| Створення горизонтальних капсульних гідроагрегатів Київської ГЕС | Строганов Євген Михайлович         | головний інженер каскаду Київської ГЕС і ГАЕС |
| Створення горизонтальних капсульних гідроагрегатів Київської ГЕС | Бобирєв Володимир Гаврилович       | бригадир електрозварювальників Науково-дослідного, проектно-конструкторського і технологічного інституту Харківського заводу «Електроважмаш» імені В. І. Леніна                                                                                      |
| Створення горизонтальних капсульних гідроагрегатів Київської ГЕС | Станіславський Лазар Янкельович    | кандидат технічних наук, заступник директора Науково-дослідного, проектно-конструкторського і технологічного інституту Харківського заводу «Електроважмаш» імені В. І. Леніна                                                                        |
| Створення і впровадження комплексу квазіоптичних радіовимірювальних пристроїв міліметрових та субміліметрових хвиль                                                                                     | Циганков Олександр Сергійович      | майстер експериментального виробництва Інституту радіофізики та електроніки Академії наук УРСР |
| Створення і впровадження комплексу квазіоптичних радіовимірювальних пристроїв міліметрових та субміліметрових хвиль                                                                                     | Горошко Анатолій Іванович          | молодший науковий співробітник Інституту радіофізики та електроніки Академії наук УРСР |
| Створення і впровадження комплексу квазіоптичних радіовимірювальних пристроїв міліметрових та субміліметрових хвиль                                                                                     | Князьков Борис Миколайович         | молодший науковий співробітник Інституту радіофізики та електроніки Академії наук УРСР |
| Створення і впровадження комплексу квазіоптичних радіовимірювальних пристроїв міліметрових та субміліметрових хвиль                                                                                     | Масалов Сергій Олександрович       | кандидат фізико-математичних наук, старший науковий співробітник Інституту радіофізики та електроніки Академії наук УРСР |
| Створення і впровадження комплексу квазіоптичних радіовимірювальних пристроїв міліметрових та субміліметрових хвиль                                                                                     | Щербов В'ячеслав Олександрович     | кандидат технічних наук, старший науковий співробітник Інституту радіофізики та електроніки Академії наук УРСР |
| Створення і впровадження комплексу квазіоптичних радіовимірювальних пристроїв міліметрових та субміліметрових хвиль                                                                                     | Литвинов Дмитро Дмитрович          | кандидат технічних наук, старший науковий співробітник Інституту радіофізики та електроніки Академії наук УРСР |
| Створення і впровадження комплексу квазіоптичних радіовимірювальних пристроїв міліметрових та субміліметрових хвиль                                                                                     | Яновський Мойсей Соломонович       | кандидат технічних наук, старший науковий співробітник Інституту радіофізики та електроніки Академії наук УРСР |
| Створення і впровадження комплексу квазіоптичних радіовимірювальних пристроїв міліметрових та субміліметрових хвиль                                                                                     | Кулешов Євген Митрофанович         | кандидат технічних наук, завідувач відділу Інституту радіофізики та електроніки Академії наук УРСР |
| Створення і впровадження комплексу квазіоптичних радіовимірювальних пристроїв міліметрових та субміліметрових хвиль                                                                                     | Шестопалов Віктор Петрович         | член-кореспондент АН УРСР заступник директора Інституту радіофізики та електроніки Академії наук УРСР |
| Цикл робіт «Гідрохімія поверхневих вод України» | Алмазов Олександр Маркович         | доктор географічних наук, професор |
| Цикл робіт «Гідрохімія поверхневих вод України» | Фельдман Маша Бенціонівна          | кандидат хімічних наук, колишній працівник Інституту гідробіології Академії наук УРСР |
| Цикл робіт «Гідрохімія поверхневих вод України» | Майстренко Юрій Гордійович         | кандидат хімічних наук, колишній працівник Інституту гідробіології Академії наук УРСР |
| Цикл робіт «Гідрохімія поверхневих вод України» | Нахшина Олена Петрівна             | кандидат хімічних наук, старший науковий співробітник Інституту гідробіології Академії наук УРСР |
| Цикл робіт «Гідрохімія поверхневих вод України» | Денисова Олександра Іванівна       | кандидат хімічних наук, старший науковий співробітник Інституту гідробіології Академії наук УРСР |
| Цикл робіт «Гідрохімія поверхневих вод України» | Коненко Ганна Дмитрівна            | кандидат хімічних наук, старший науковий співробітник Інституту гідробіології Академії наук УРСР |